# Leo van de Kraats
Leo van de Kraats  (Apeldoorn, 24 december 1946) is een Nederlands voormalig voetbalspeler en voetbaltrainer. Hij speelde 500 wedstrijden voor AGOVV bij de BVO en de amateurtak. Ook was hij zeven jaar in dienst als trainer van de Apeldoornse amateurtak.
Na zijn spelerscarrière vervult Van de Kraats diverse functies in de voetballerij. Zo was hij onder andere hoofdcoach van Sportclub Brummen, Twello, docent-opleiding bij de KNVB en assistent-trainer van John van den Brom bij AGOVV. Als scout van FC Twente haalde hij de jonge Fred Rutten weg bij het Nijmeegse Alverna. 
Vanaf 2005 vervult Van de Kraats een rol als jeugdtrainer bij de Vitesse/AGOVV Academie. In zijn eerste jaar bij de Academie kreeg hij de C1 in handen, met spelers als Marco van Ginkel, Davy Pröpper en Eloy Room. In 2013 verdwijnt de samenwerking tussen Vitesse en AGOVV definitief en spelen alle jeugd elftallen weer alleen onder de naam van Vitesse. Van de Kraats blijft ondanks de breuk alsnog actief als jeugdtrainer van de nieuwe Vitesse Voetbal Academie.

## Carrièrestatistieken
| Seizoen         | Club            | Land            | Competitie       | Competitie | Competitie | Beker | Beker | Internationaal | Internationaal | Overig | Overig | Totaal | Totaal |
| Seizoen         | Club            | Land            | Competitie       | Wed.       | Dlp.       | Wed.  | Dlp.  | Wed.           | Dlp.           | Wed.   | Dlp.   | Wed.   | Dlp.   |
| --------------- | --------------- | --------------- | ---------------- | ---------- | ---------- | ----- | ----- | -------------- | -------------- | ------ | ------ | ------ | ------ |
| 1964/65         | AGOVV           | Nederland       | Tweede divisie A | –          | 0          | –     | 0     | 0              | 0              | –      | 0      | –      | 0      |
| 1965/66         | AGOVV           | Nederland       | Tweede divisie A | –          | 0          | –     | –     | 0              | 0              | 0      | 0      | –      | 0      |
| 1966/67         | AGOVV           | Nederland       | Tweede divisie   | –          | 4          | –     | 0     | 0              | 0              | 0      | 0      | –      | 4      |
| 1967/68         | AGOVV           | Nederland       | Tweede divisie   | –          | 3          | –     | 0     | 0              | 0              | 0      | 0      | –      | 3      |
| 1968/69         | AGOVV           | Nederland       | Tweede divisie   | –          | 9          | –     | 0     | 0              | 0              | 0      | 0      | –      | 9      |
| 1969/70         | AGOVV           | Nederland       | Tweede divisie   | –          | 6          | –     | 0     | 0              | 0              | 0      | 0      | –      | 6      |
| 1970/71         | AGOVV           | Nederland       | Tweede divisie   | –          | 3          | 1     | 0     | 0              | 0              | 0      | 0      | –      | 3      |
| Carrière totaal | Carrière totaal | Carrière totaal | Carrière totaal  | –          | 25         | –     | 0     | 0              | 0              | –      | 0      | –      | 25     |